# 히나이정
히나이정(比内町) 아키타현 기타아키타군에 있던 정이다. 
2005년 6월 20일 기타아키타군에 속하는 다시로정과 함께 인접한 오다테시에 편입되면서 폐지되었다. 편입 후, 오다테시 히나이초로서 지명이 남았다.

## 지리
마을 남동부는 높은 산들이 있고 북서부는 평지가 펼쳐진다.

## 개요
벼농사가 성행하지만 홉과 잠자리 생산도 이루어지고 있다.
일본 3대 토종닭 중 하나인 히나이 토종닭은 마을의 새가 된 나라의 천연기념물 히나이닭을 식용으로 개량한 것이다. 특산품으로 전국에 유통되고 있지만 마을 발행 증서를 게시하지 않은 야키토리야, 식당의 것은 가짜일 가능성이 있었다.

## 역사
정내에는 조문시대의 것으로 보이는 유적이 있어 역사는 상당히 오래된 것으로 여겨진다.이 지역이 처음 문헌에 등장하는 것은 9세기이다.
- 1956년 - 오기다정, 히가시다테촌, 니시다테촌, 오쿠조촌과 합병해 히나이정이 되었다.
- 2005년 6월 20일 - 다시로정이 오다테시에 편입해 자치체는 폐지되었지만 주소지는 남아있다.

## 정장
- 하타케야마 쥬(畠山重勇 1963년 - 1971년)

## 교통

### 철도
- 동일본 여객철도 하나와선
- 1944년까지 존재했던 미나미오시다 역은 폐쇄 처리 중이다

### 도로
국도 103호가 중심부를 지나고 있었으나 1983년 미대천 북쪽 기슭에 우회로가 개통되면서 더 이상 이용하지 않게 되었다. 국도 285호는 1982년 종점이 다카스 정(현 기타아키타 시)에서 가노카미 시로 변경되면서 마을 중심부 동쪽을 종단하게 되었다.
- 국도 285호선